# Elezioni parlamentari in Norvegia del 1953
Le elezioni parlamentari in Norvegia del 1953 si tennero il 12 ottobre per il rinnovo dello Storting.

## Risultati
| Liste                         | Voti      | %     | Seggi |
| ----------------------------- | --------- | ----- | ----- |
| Partito Laburista Norvegese   | 830 448   | 46,66 | 77    |
| Høyre                         | 327 971   | 18,43 | 26    |
| Partito Popolare Cristiano    | 186 627   | 10,49 | 14    |
| Venstre                       | 177 662   | 9,98  | 15    |
| Partito dei Contadini         | 157 018   | 8,82  | 14    |
| Partito Comunista di Norvegia | 90 422    | 5,08  | 3     |
| Partito dei Contadini - Høyre | 9 661     | 0,54  | 1     |
| Altri                         | 22        | 0,00  | –     |
| Totale                        | 1 779 831 | 100   | 150   |

- Il seggio spettante alla lista Partito dei Contadini - Høyre fu assegnato a Høyre (totale seggi: 27).